# 包拉温都蒙古族乡
包拉温都蒙古族乡是中华人民共和国吉林省白城市通榆县下辖的一个民族乡。

## 行政区划
包拉温都蒙古族乡下辖以下村级行政区划单位：
迷子荒村、半拉格森村、五道营子村和富民村。